# Thelocarpella
Thelocarpella is een monotypisch geslacht van korstmossen dat behoort tot de familie Acarosporaceae. Het geslacht bevat alleen Trimmatothelopsis gordensis.